# チェチーラ・メテッラの墓

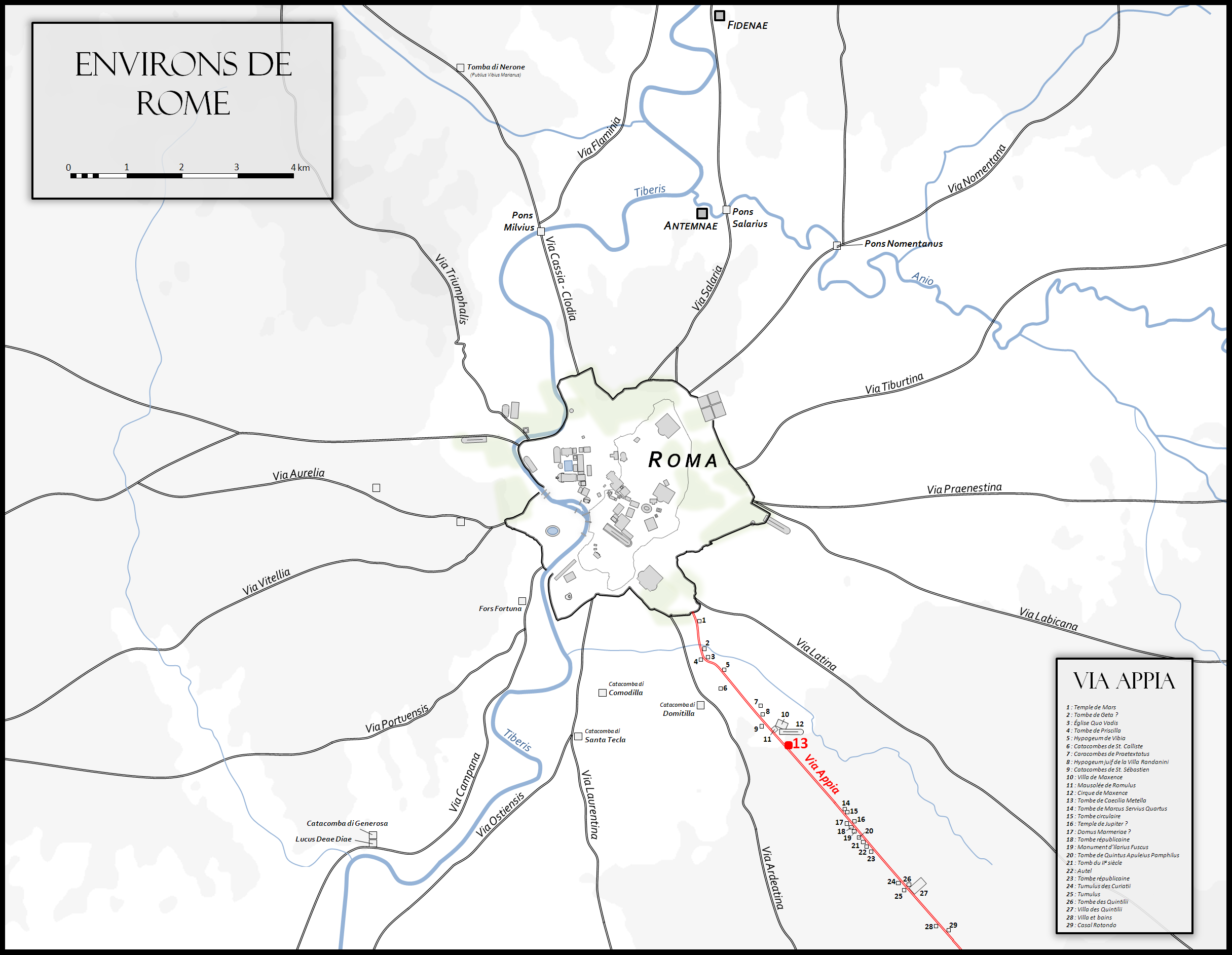
アッピア街道上での場所

チェチーラ・メテッラの墓（イタリア語: Mausoleo di Cecilia Metella）はイタリア ローマ郊外のアッピア街道州立公園内にある古代ローマの墓廟。
この墓廟は紀元前1世紀に建てられてもので、紀元前69年に執政官を務めたクィントゥス・カエキリウス・メテッルス・クレティクスの娘で、第一回三頭政治で有名なマルクス・リキニウス・クラッススの妻であったチェチーラ・メテッラ（ラテン語：カエキリア・メテッラ）のための墓である。建設時期は確定しておらず、資料により紀元前50年ごろ、紀元前20年ごろなどとされている。夫のクラッススに関して、その同名の息子とする資料もあるが、こちらは特に傑出した実績のない人物であり、なぜその妻がこれほどの立派な墓に収まったのかはよく分からない。
アッピア街道の3ローマ・マイル地点の丘の頂上付近に建っている。基壇は四辺形で、その上に円筒形の主要部が載っており、全体の高さは20メートルほど。直径は20メートルとする資料と29メートルとする資料がある。壁体はトラバーチンで化粧されている。中世には軍事拠点として流用された。この円筒形の墓廟に隣接する形で14世紀の城（Castrum Caetani）が建てられている。
雄牛の頭蓋骨をモチーフとしたフリーズがあることから、カーポ・ディ・ボーヴェ（Capo di Bove、『牛の頭』の意）とも呼ばれていた。この装飾と名前に由来する別の遺跡群“Capo di Bove （英語版）”も南方500メートルほどにある。

## 碑文
アッピア街道側に碑文が埋め込まれている。
CAECILIAE  / Q(uinti)·CRETICI·F(iliae) / METELLAE·CRASSI
（日本語意訳） チェチーラ / クインタス・クレティカスの娘 / クラッススの妻メテッラ
1行目のCAECILIAEと3行目のMETELLAEが繋がっており「カエキリア・メテッラへ（捧ぐ）」となる。他の単語は彼女の親族属性を補完しているわけである（カエキリアはラテン語読み）。

## アクセス
- ATAC 路線バス 118系統 Basilica San Sebastiano 停留所下車 南東へ500m
- 地下鉄 A線 アルコ・ディ・トラヴェルティーノ駅下車 南西へ約2.6km